# Phi Andromedae
Phi Andromedae (Keun Nan Mun, Jūnnánmén (軍南門), 42 Andromedae) é uma estrela na direção da constelação de Andromeda. Possui uma ascensão reta de 01h 09m 30.12s e uma declinação de +47° 14′ 30.6″. Sua magnitude aparente é igual a 4.26. Considerando sua distância de 736 anos-luz em relação à Terra, sua magnitude absoluta é igual a −2.51. Pertence à classe espectral B7III.